# Cantone di Guamote
Il cantone di Guamote è un cantone dell'Ecuador che si trova nella provincia del Chimborazo.
Il capoluogo del cantone è Guamote.